# Buena Vista Concerts
Vous venez d’apposer le modèle de débat d'admissibilité.
Avant toute chose, veuillez créer la page de débat correspondante en cliquant ici.
- Une fois la page de vote initialisée, rafraîchissez cette page, et le bandeau prendra son aspect définitif.
- Si votre débat d'admissibilité est groupé (le motif et l’argumentation doivent être les mêmes), modifiez cette page pour ajouter au modèle le paramètre « cat » suivi du nom de la page de discussion de l’article pour lequel la page de débat existe déjà (ex. : cat=Discussion:Nom_de_l'autre_article). Ensuite, suivez les nouvelles instructions qui apparaissent.
- Vous pouvez également utiliser le paramètre « type » pour faciliter l’accès aux critères d’admissibilité. Exemple : {{suppression|type=mot-clé}}. Liste des mots-clés existants : fiction, musique, art visuel, fanzine, jeu de société, porno, sportif, association, enseignement, société, site web, route, nombre, (Liste complète ici).

| 1. | Créez la page de débat d'admissibilité.                                                                      | Sauvegardez d’abord la page pour l’initialiser puis indiquez votre motivation.              |
| 2. | Important : ajoutez une entrée dans la section Débat d'admissibilité du jour.                                | Utilisez ce texte : *{{L\|Buena Vista Concerts}}                                            |
| 3. | Pensez à informer les contributeurs principaux de la page et les projets associés lorsque cela est possible. | Utilisez ce texte : {{subst:Avertissement débat d'admissibilité\|Buena Vista Concerts}}~~~~ |

Buena Vista Concerts est une société d'organisation de concerts musicaux aux États-Unis, filiale créée en septembre 2006 par le Disney Music Group, division de la Walt Disney Company. 
Depuis elle a organisé les concerts suivants :
- The Cheetah Girls: The Party’s Just Begun Tour (2006/2007 - 86 dates)
- High School Musical: The Concert (2006/2007 – 52 dates)
- Hannah Montana/Miley Cyrus Best of Both Worlds (2007/2008 – 70 dates)
- Disney Music Block Party (2008 - 23 dates)